# 鸚南站
鸚南站（：／ Aengnam yeok */?）曾經为韩国铁路庆全线上的一座鐵路站，位于全罗南道和順郡和順邑鸚南里，已于2008年废止。

## 历史
- 1932年11月1日，落成使用[1]。
- 1944年6月15日，停止使用[2]。
- 1956年6月11日，重新使用。
- 2008年1月1日，停止使用[3]。